# Ebeye
Ebeye ist die am dichtesten besiedelte Insel des Kwajalein-Atolls und des gesamten ozeanischen Staates der Marshallinseln. Absolut ist Ebeye die zweitgrößte Gemeinde. Auf einer Fläche von etwa 36 ha (0,36 km²) leben hier mehr als 9300 Menschen (fast ein Fünftel der Gesamtbevölkerung des Landes), was sie zu einem der dichtest bevölkerten Orte der Erde macht. Sie ist das wichtigste Zentrum der Ralik-Kette, des westlichen Teiles der Marshallinseln.
Einwohner Ebeyes arbeiten heute im 5 km entfernten Raketen-Testgelände der US-Armee im Kwajalein-Atoll.

## Geschichte
Ebeye gehörte ab 1906 zur Kolonie Deutsch-Neuguinea.
Ein Teil der Bevölkerung stammt von evakuierten Marshallern ab. Am 1. März 1954 explodierte im Bikini-Atoll die 15-Megatonnen-Bombe „Bravo“. Ihr radioaktiver Niederschlag kontaminierte das benachbarte Rongelap-Atoll, sodass viele Bewohner strahlenkrank wurden und Neugeborene oft schwer missgebildet waren. Greenpeace half den Betroffenen schließlich, nach Ebeye umzusiedeln.